# Pteridium aquilinum

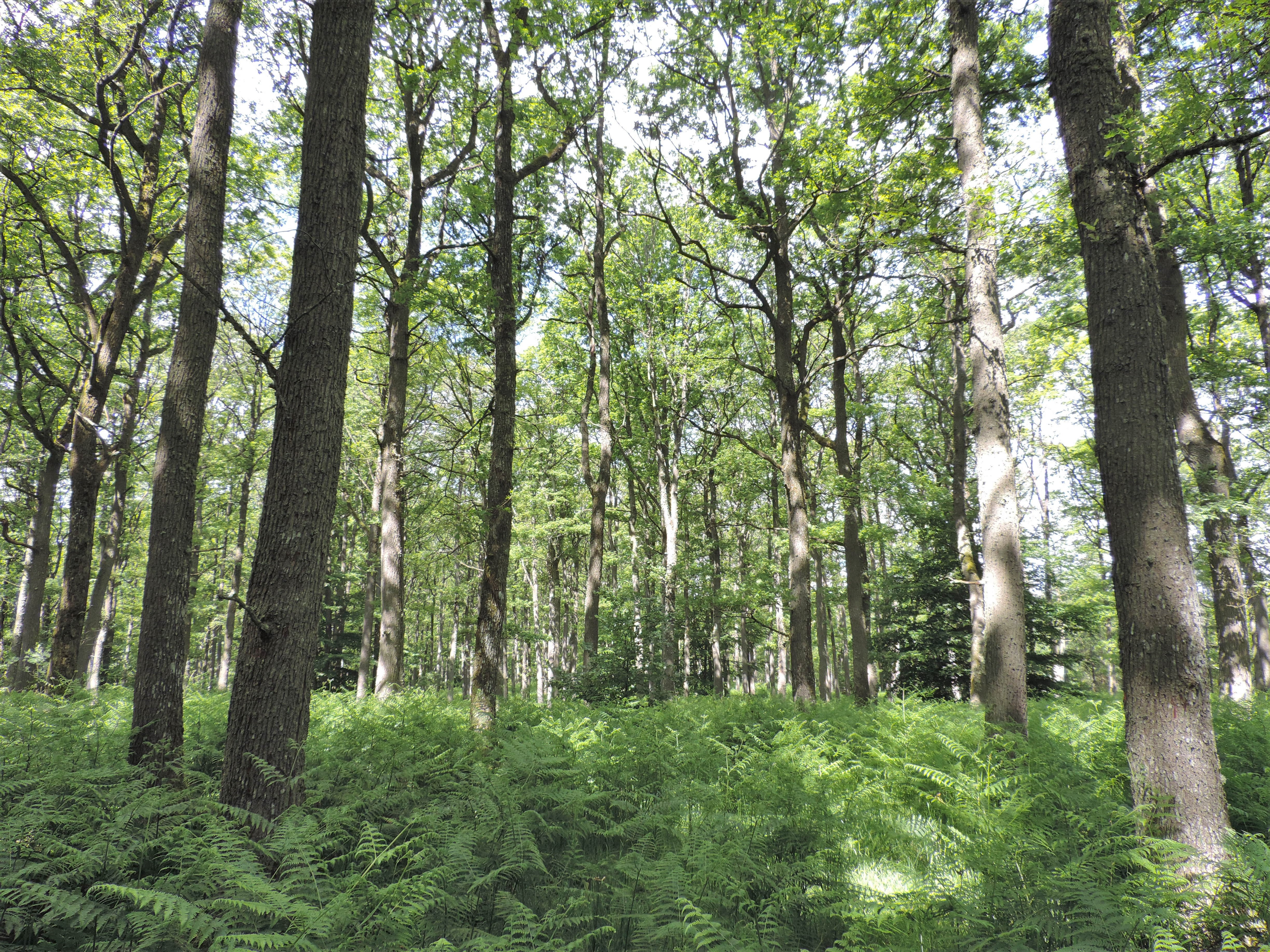
La felce aquilina in una foresta

La felce aquilina (Pteridium aquilinum (L.) Kuhn) è una pianta vascolare della classe delle Polypodiopsida (Felci).
Il nome comune della specie sarebbe dovuto alla forma del rizoma, che in sezione ricorda il profilo di un'aquila.

## Caratteri botanici

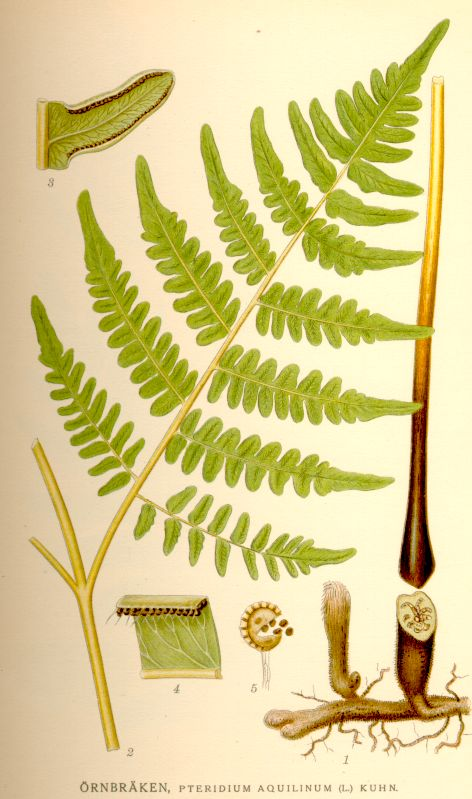
Illustrazione botanica.

È una pianta erbacea perenne di notevole sviluppo (può raggiungere anche i 2 metri d'altezza), provvista di un grosso rizoma strisciante, da cui emergono le fronde annuali. Le fronde hanno un profilo triangolare e sono lunghe anche fino a 1 metro, con larghezza maggiore che può superare i 50 cm; sono pennate, con 2-3 ordini di divisioni (bi- tripennatosette). Le divisioni più piccole (pinnule) sono oblunghe, più o meno allungate, con margine generalmente intero. In autunno il colore vira dal verde al rossastro.
I sori sono lineari, disposti lungo il margine sulla pagina inferiore delle pinnule e ricoperti dal margine ripiegato. La sporificazione ha inizio in tarda primavera e si protrae per tutta l'estate.

## Distribuzione e habitat
Specie cosmopolita, diffusa in tutte le regioni temperate e subtropicali, sia nell'emisfero settentrionale sia in quello meridionale, in Italia è presente in tutto il territorio, comprese le isole, dal livello del mare fino ad oltre i 2000 metri di altitudine.
Vegeta su suoli a matrice silicea, anche aridi, nei boschi, nelle macchie e nei pascoli. Nelle radure e nei pascoli può formare estese e fitte coperture fino a diventare una vera e propria infestante. La sua diffusione su superfici estese è indice di un probabile degrado ambientale perché gli incendi ne favoriscono il ricaccio e la moltiplicazione.
Per le sue proprietà tossiche è una pianta infestante dei pascoli.

## Farmacologia

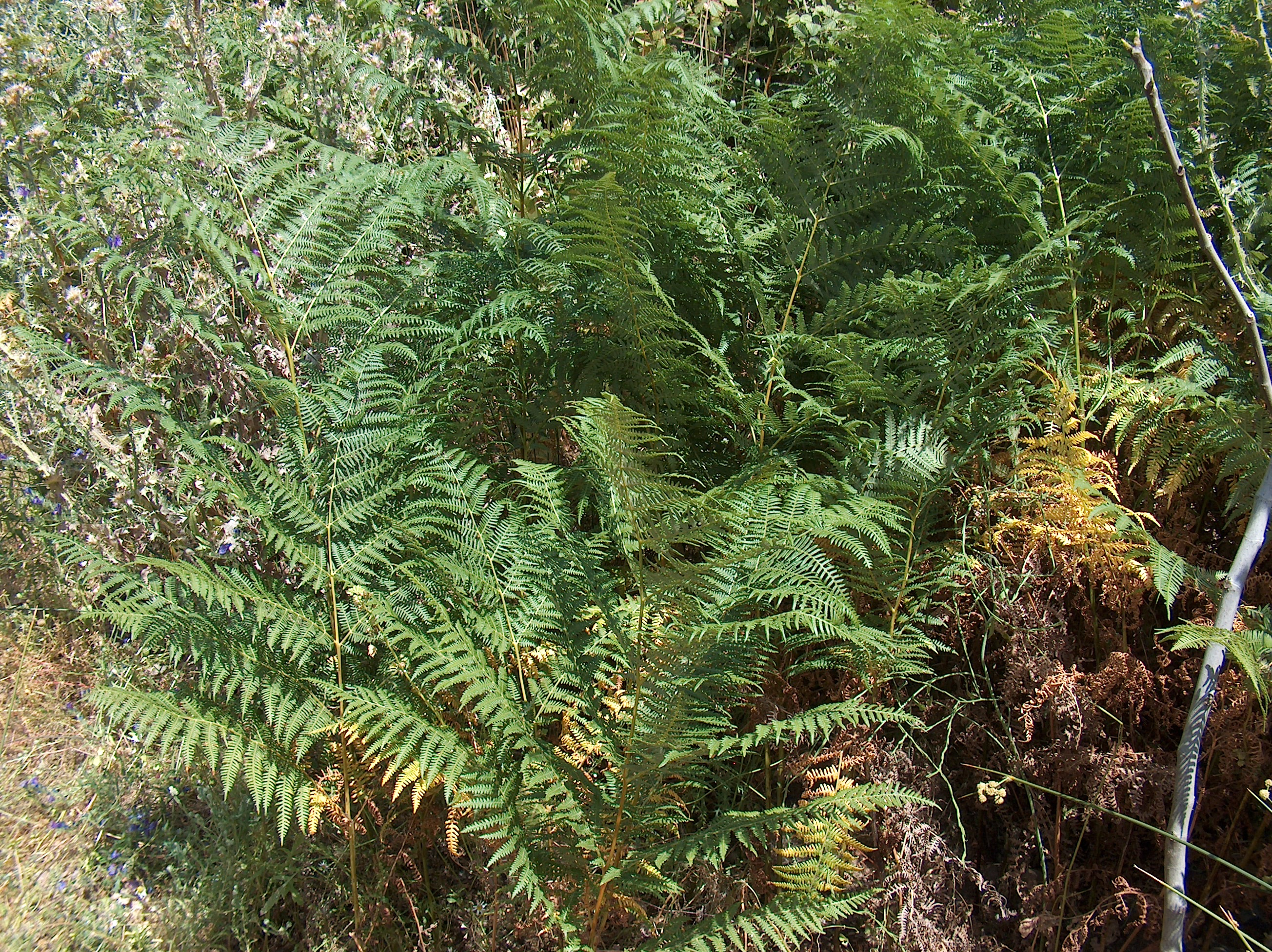
Fronde di felce aquilina.

Pur essendo meno popolare di altre felci, anche alla felce aquilina sono attribuite proprietà vermifughe associate al rizoma. L'uso di questa pianta a scopo medicinale è tuttavia rischioso a causa della sua tossicità.

## Tossicità
La felce aquilina contiene un principio attivo di tipo enzimatico termolabile (tiaminasi o neurinasi) che provoca la distruzione della tiamina (Vitamina B1). L'ingestione di questa pianta da cruda può provocare gravi avvelenamenti, potenzialmente letali, nell'uomo e negli animali monogastrici (soprattutto nel cavallo), mentre sarebbero tolleranti i ruminanti, in grado di sfruttare largamente la tiamina operata dalla microflora del rumine. Un secondo principio attivo, termostabile, può provocare gravi emorragie ed anemia nei ruminanti.
La pianta contiene anche ptaquiloside, un composto cancerogeno; le comunità (soprattutto in Giappone) che consumano i giovani fusti come vegetale, hanno un livello di cancro allo stomaco tra i più elevati al mondo. Si ritiene che il consumo di latte contaminato da ptaquiloside contribuisca allo sviluppo del tumore gastrico nelle popolazioni delle Ande venezuelane. Anche le spore sembrano essere implicate nell'attività carcinogenica.
La somministrazione di selenio sembra dimostrarsi utile nella prevenzione e regressione degli effetti immunotossici del Pteridium aquilinum.